# 香川末光
香川末光（かがわ すえみつ、1911年（明治44年） - 2003年（平成15年））は、愛媛県出身の歌人。弟の香川美人、長男の香川哲三も歌人。1929年（昭和4年）八木沼丈夫主宰の「満州短歌」に入会し、昭和11年頃以降より終刊号まで「満州短歌」の発行者となる。「満州短歌」終刊後は「短歌精神」「短歌中原」に所属した。終戦後、愛媛県大三島に帰郷し農業に従事、1948年（昭和23年）には藤原弘男・香川美人らとともに「うづしほ短歌会」を結成した。1961年（昭和36年）に「歩道短歌会」。 に入会し佐藤佐太郎に師事した。「歩道」入会後の作品を収めた『叢島』『冬果』2冊の歌集があり、瀬戸内の風光と蜜柑づくりを対象とした抒情豊かな生活詠を特色とする。

## 代表作品
「満州短歌」・「短歌精神」・「短歌中原」より
- 屋上をうなりてとびし砲弾の餘韻はにぶく窓にひびきぬ（昭和13年）
- 断間なき銃弾の中に伏し居りて堪え難くさみしき一瞬があり（昭和14年）
- 富みたるも貧しきものもこの国に安くありたるとき曽てなし（昭和16年）
- そこばくのともしびともりあはれなるこの県城を雁鳴きわたる（昭和17年）

　歌集『叢島』より
- 旱魃とたたかひたりし夏すぎて島山のうへの紺碧の空
- たたなはる叢島のはてのひろき海金色にして冬の日暮るる

　歌集『冬果』より
- 口寄せて目の塵吹けば髪さへも老いし香のする妻あはれなり
- 露霜に地下足袋ぬれて歩みゆく今日の一日も充ちて過ぎゆけ
- ながく病む人をかなしむ夜の卓に昨日よりある黄色の冬果
- わが一生かへりみ思ふ貧困に唇かみし頃懐かしく

　歌集『冬果』以後
- 何思ふことなく目を閉じ病床に居れば秋初の遠雷が鳴る
- わが後の子等を思ひて涙いづ残すものなくわが生果てん

## 経歴
- 1911年（明治44年）　愛媛県に生まれる。

- 1926年（大正15年）　大連に渡る。

- 1929年（昭和4年）　「満州短歌」（後の「短歌中原」）に入会し八木沼丈夫に師事。

- 1933年（昭和8年）　合名会社大連百貨店家具部を設立し経営にあたる。

- 1938年（昭和13年）　北支方面軍宣撫班宣撫官。

- 1943年（昭和18年）　河北省呉橋懸總會顧問・同懸政府顧問。

- 1945年（昭和20年）　河北省滄懸にて終戦をむかえる。

- 1946年（昭和21年）　愛媛県大三島に帰郷。

- 1948年（昭和23年）　藤原弘男・香川美人らと「うづしほ短歌会」結成。

- 1961年（昭和36年）　「歩道短歌会」に入会し佐藤佐太郎に師事。

- 1965年（昭和40年）　藤原弘男・香川美人らと佐藤佐太郎夫妻を来島海峡に案内。

- 1966年（昭和41年）　正岡子規生誕百年祭記念大会に出席の佐藤佐太郎夫妻を大三島に案内。

- 1969年（昭和44四年）　「歩道年度賞」を受賞。

- 1971年（昭和46年）　合同歌集『渚村』発行。

- 1980年（昭和55年）　第一歌集『叢島』発行

- 1999年（平成11年）　第二歌集『冬果』発行

- 2003年（平成15年）　永眠。92歳。

### 歌集
第一歌集『叢島』　1980年（昭和55年）　短歌新聞社
第二歌集『冬果』　1999年（平成11年）　短歌新聞社

### 編集
合同歌集『渚村』　1971年（昭和46年）　歩道大三島短歌会